# Museu Marítimo
O Museu Marítimo,  sediado em Santos, estado de São Paulo, Brasil, é uma entidade cultural dedicada à preservação da memória marítima e naval brasileira e estrangeira. Fundado em 17 de dezembro de 2005, o museu é administrado pela Sociedade Museu do Mar, instituição privada que mantém também o Museu do Mar.  

## História
A história do Museu Marítimo remonta ao extinto Museu Histórico Naval de São Vicente, entidade privada, fundada em São Vicente, São Paulo, em 1979, pelo engenheiro civil Carlos Alfredo Hablitzel.
Nascido em Basiléia, Suíça, em 15 de janeiro de 1919, Hablitzel veio para o Brasil com sua família em 1920, embarcando em Gênova no navio italiano Re Vittorio. Após o curso primário na Escola Alemã do Rio de Janeiro, o curso ginasial em Basiléia (1931 a 1933) e o curso complementar no Ginásio Catarinense, em Florianópolis, formou-se na Escola de Engenharia Mackenzie, em São Paulo, em 1944. Naturalizado brasileiro aos 26 anos de idade, em 10 de dezembro de 1945, casou-se em 1948 com Maria Graciela Dubrez, paraguaia naturalizada brasileira. Em 1952, integrou o primeiro grupo de mergulho autônomo de São Paulo. Obtendo um aqualung, participou em expedições a naufrágios em um barco do Instituto de Pesca de Santos, tornando-se um dos pioneiros do mergulho autônomo no Brasil.
Em 1956, Hablitzel estabeleceu residência em São Vicente. Paralelamente às obrigações profissionais, o engenheiro dedicava parte de seu tempo aos estudos marítimos e navais, bem como, à ampliação de sua coleção particular de objetos e documentos afins, atividades desenvolvidas desde a juventude. O grande acervo reunido levou-o à criação do Museu Histórico Naval de São Vicente, inaugurado em 19 de janeiro de 1979 e sediado em uma casa de estilo normando, atualmente demolida, então situada à Rua Messia Assú, 78, no bairro Boa Vista.
Carlos Alfredo Hablitzel faleceu em São Vicente, em 6 de novembro de 1988, aos 69 anos de idade. Sua esposa e filhos mantiveram o museu em funcionamento até 1992, ano em que foi definitivamente fechado à visitação pública.
Em 1993, a família Hablitzel e a diretoria da Sociedade Museu do Mar travaram diversos contatos visando avaliar a possibilidade de transferência do acervo do Museu Histórico Naval de São Vicente para a instituição de Santos. O desejo da família em manter o acervo reunido e vê-lo novamente disponível ao público, bem como, as relações de amizade  que em vida Carlos Alfredo Hablitzel sempre manteve com Luiz Alonso Ferreira, biólogo marinho e fundador do Museu do Mar, pesaram decisivamente para a concretização de um acordo, através do qual a Sociedade Museu do Mar adquiriu o acervo do desativado museu vicentino, transferido oficialmente em 10 de setembro de 1993. 

## Acervo
Ao acervo oriundo do Museu Histórico Naval de São Vicente, agora sob sua guarda, a Sociedade Museu do Mar incorporou itens de seu próprio acervo referentes à história marítima, dando partida ao projeto para a construção do Museu Marítimo, em Santos.  
Contando com recursos próprios, a instituição iniciou a obra em janeiro de 1998, em terreno de sua propriedade, no bairro da Ponta da Praia.O projeto arquitetônico inspirou-se principalmente na cultura caiçara e nas construções do litoral norte do estado de São Paulo, dando como resultado uma edificação de dois pavimentos de estilo único na cidade de Santos, caracterizada pelas sólidas estruturas de madeiras de ipê lavradas à mão.
Após a superação de algumas dificuldades orçamentárias, o Museu Marítimo foi finalmente inaugurado em 17 de dezembro de 2005, encontrando-se localizado na Avenida Governador Fernando Costa, número 343, na confluência com a Rua República do Equador, na qual se acha instalado o Museu do Mar desde sua fundação, em 30 de junho de 1984.

### Materiais resgatados em naufrágios

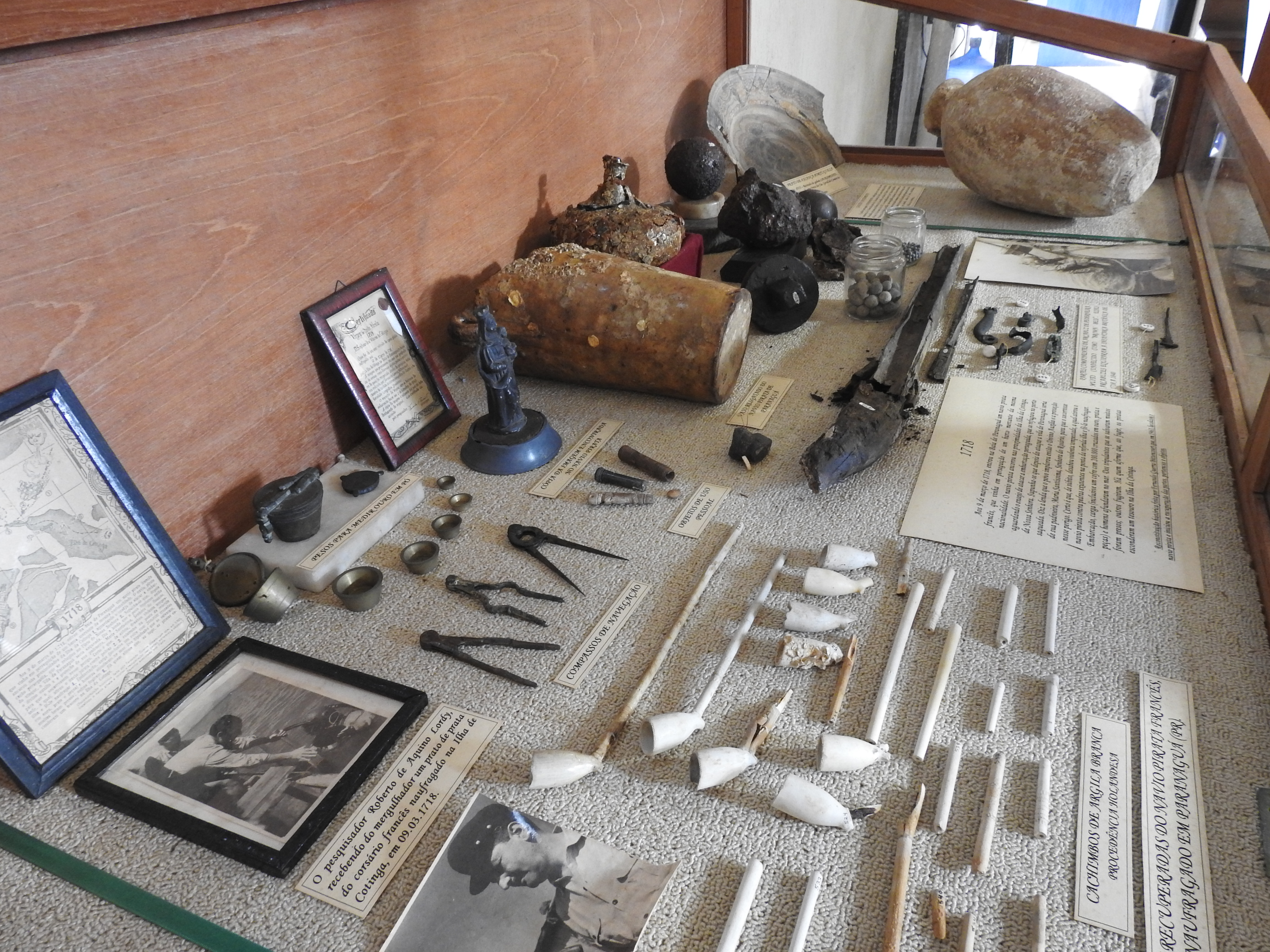
Artefatos da fragata "La Louise", navio pirata francês, naufragado em Paranaguá, Paraná, em 1718. Acervo do Museu Marítimo de Santos.

Objetos resgatados em naufrágios, sobretudo da costa brasileira, constituem um dos elementos centrais do acervo expositivo do Museu Marítimo, que reúne artefatos oriundos de vinte e sete embarcações sinistradas.
Dentre os materiais coletados em naufrágios, destacam-se: 
- Prato de faiança portuguesa do galeão Santíssimo Sacramento, naufragado na Bahia, em 1668.
- Diversos artefatos da fragata La Louise, navio pirata francês, do capitão Olivier Levasseur, cognominado "La Buse" (O Falcão), naufragado em Paranaguá, Paraná, em 1718.[11]
- Dois pratos em cerâmica do Alfama de Lisboa, veleiro português naufragado em Recife, Pernambuco, em 1850.
- Pequeno fragmento de carvão retirado das carvoeiras do RMS Titanic, naufragado no Atlântico Norte, em 1912. [12]
- Objetos do transatlântico espanhol Príncipe de Astúrias, o maior naufrágio da costa brasileira, ocorrido em Ilhabela, em 1916.[13]

O acervo conta ainda com peças diversas recolhidas dos seguintes naufrágios: 

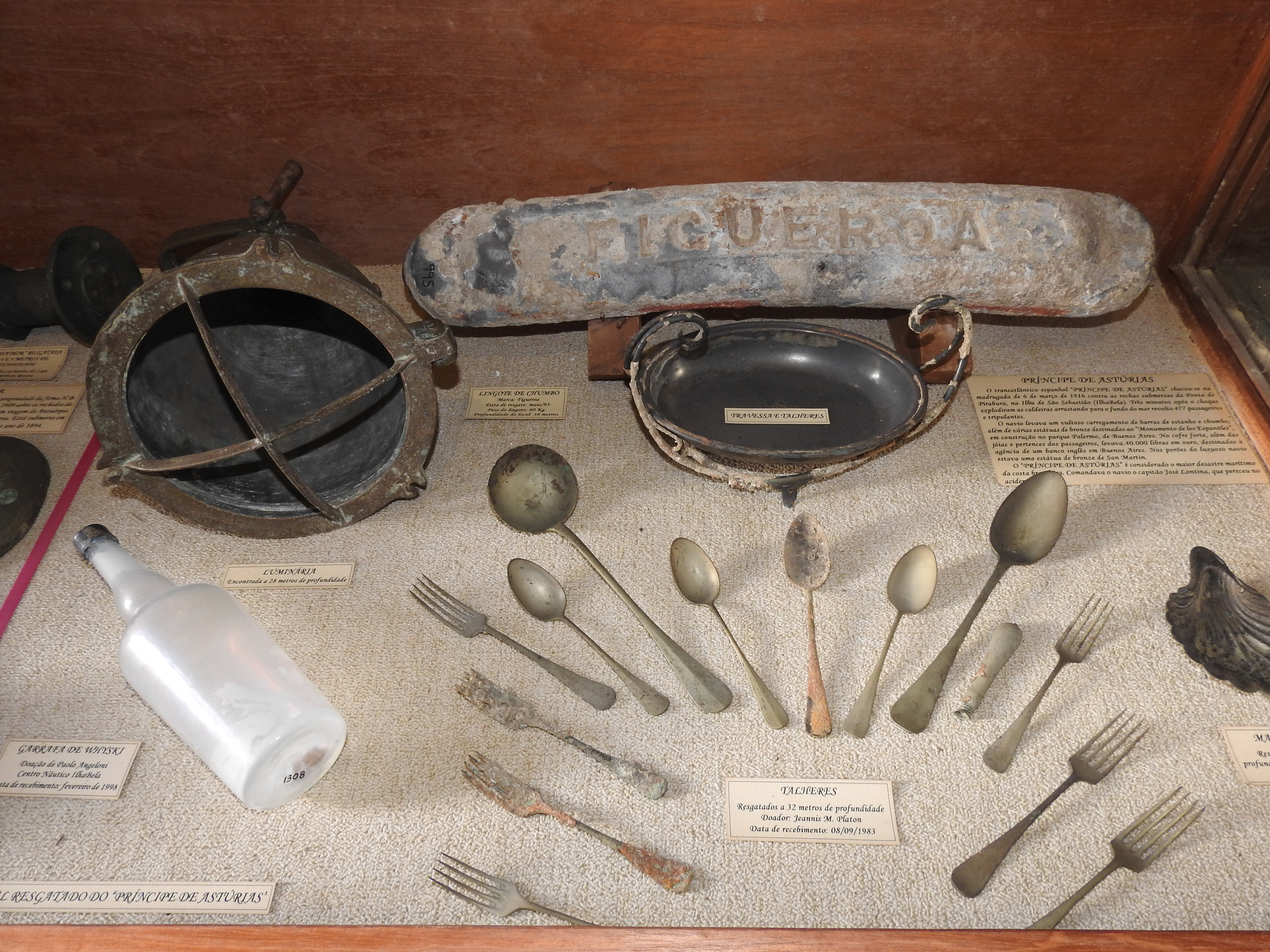
Objetos resgatados do transatlântico espanhol "Príncipe de Astúrias", que afundou em Ilhabela, São Paulo, em 06/03/1916. Maior naufrágio da costa brasileira.

Admiral Gardner (naufragado em 1809, em Goodwin Sands, Kent, Inglaterra) H.M.S. Thetis (Cabo Frio, Rio de Janeiro, 1830), Rio de Janeiro, antigo Califórnia (Ilha Grande, Angra dos Reis, Rio de Janeiro, 1866), Crest (Ilhabela, São Paulo, 1882), Dart (Ilhabela, São Paulo, 1884), Buenos Aires (Ilha Rasa, Rio de Janeiro, 1890), Velasquez (Ilhabela, São Paulo, 1908), Hathor (Ilhabela, São Paulo, 1909), Aymoré (Ilhabela, São Paulo, 1920), Therezina, antigo Siegmund (Ilhabela, São Paulo, 1920) São Janeco (Ilhabela, São Paulo, 1929), Denderah (Santos, São Paulo, 1929), Tocantins (Ilha da Queimada Grande, Itanhaém, São Paulo, 1933), Rosalina (Abrolhos, Bahia, 1939), Vérnia (Santos, São Paulo, 1957), Lily (Ilha do Arvoredo, Florianópolis, Santa Catarina, 1957), Concar (Ilhabela, São Paulo, 1959).
Materiais de quatro embarcações naufragadas de nomes desconhecidos também estão em exposição, identificadas no Museu Marítimo como Naufrágio da Enseada do Abraão (Ilha Grande, Angra dos Reis, Rio de Janeiro, cerca de 1820), Naufrágio de Marataízes (Espírito Santo, provavelmente século XIX), Naufrágio da Ilha Barnabé (Santos, São Paulo, provavelmente século XIX), Naufrágio da Ponta da Praia (Santos, São Paulo, séculos XIX ou XX).
O mais antigo objeto proveniente de naufrágio pertencente ao acervo da entidade é uma moeda do galeão espanhol Nuestra Señora de Atocha, naufragado em Florida Keys, Estados Unidos, em 1622. Cunhada em prata durante o reinado de Filipe III de Espanha (1598 – 1621), a moeda não faz parte do acervo expositivo da entidade, achando-se conservada em sua reserva técnica.

### Pinturas em óleo sobre tela

"Incêndio e destruição do Amazonian", óleo sobre tela, 1988. Um dos últimos quadros pintados por Carlos Alfredo Hablitzel (1919-1988).

Entre os anos de 1972 e 1988, Carlos Alfredo Hablitzel (1919-1988) executou vinte e oito pinturas em óleo sobre tela, retratando importantes episódios marítimos e navais, ocorridos principalmente em águas brasileiras. Deste total de quadros, vinte e seis estão expostos no Museu Marítimo. 

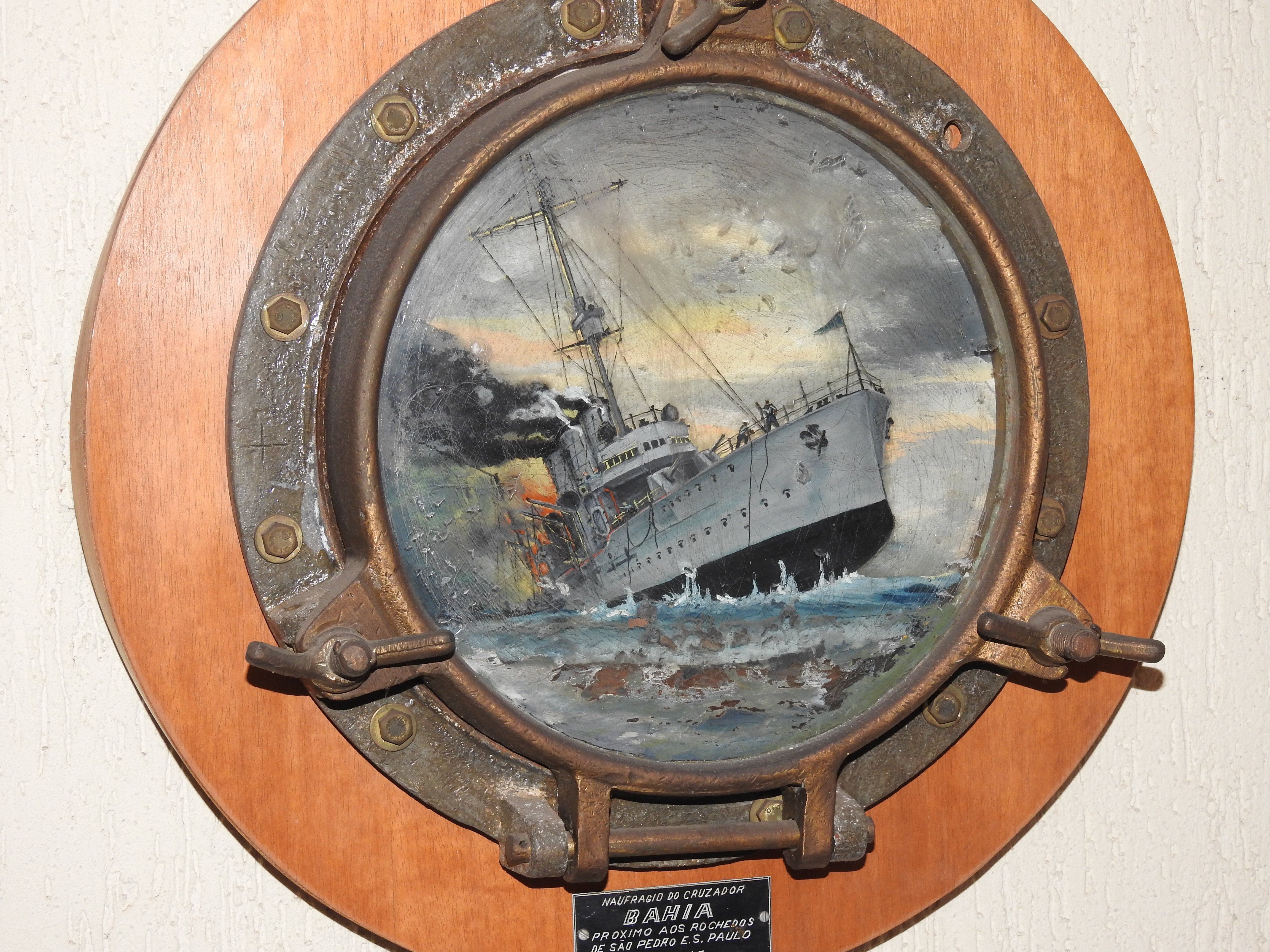
Pintura em escotilha, representando o naufrágio do cruzador "Bahia", em 04/07/1945.

Os títulos das pinturas são: A ponta dos naufragados, Combate naval na baía de Santos, A grande vitória de D. Antonio de Oquendo, Ataque e tomada do Rio de Janeiro pelo corsário René Duguay-Trouin, Bartholomew Roberts, Garibaldi na defesa de Laguna, O último navio negreiro, Incêndio e destruição do ‘Amazonian’, Batalha Naval do Riachuelo, Almirantes na Guerra do Paraguai, A Revolta da Armada, A explosão do ‘Aquidabã’, Combate naval da Ilha de Trindade, O afundamento do ‘Vandyk’, Naufrágio do ‘Príncipe de Astúrias’, Alarme em Gibraltar, O naufrágio do ‘Principessa Mafalda’, Baden, Graf Spee, Campanha submarina em águas brasileiras, Torpedeamento do ‘Vital de Oliveira’, Naufrágio da corveta ‘Camaquã’, O naufrágio do cruzador ‘Bahia’, O drama do encouraçado ‘São Paulo’, No fundo do mar, Visita de uma divisão naval do Kaiser Guilherme II a Santos (09-05-1914).
Além dos quadros, Hablitzel produziu ainda seis pinturas em cascos de tartaruga, também expostas no Museu Marítimo, representando grandes exploradores e navegadores, com as rotas de suas expedições. As figuras históricas retratadas são Pedro Álvares Cabral, Américo Vespúcio, João Dias de Solis, Fernão de Magalhães, Sebastião Caboto e Martim Afonso de Sousa. 

### Antigos equipamentos de mergulho
Antigos equipamentos subaquáticos encontram-se num espaço reservado à história do mergulho.

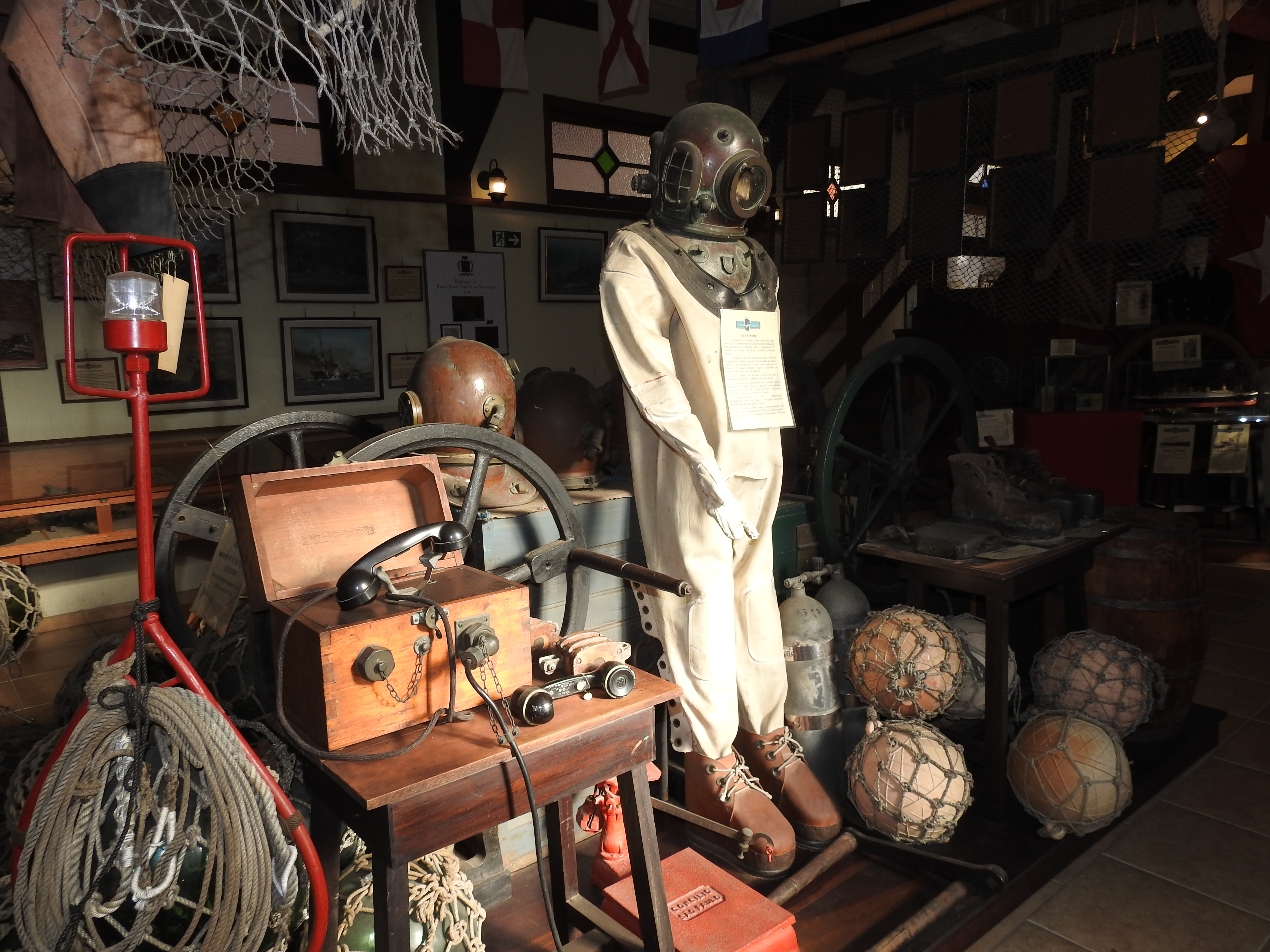
Equipamento completo de Escafandro, exposto no espaço dedicado à História do Mergulho

Salienta-se na seção um equipamento completo do clássico Escafandro, utilizado no resgate das peças da fragata pirata La Louise, com capacete da marca inglesa Siebe Gorman, roupão, peso peitoral e botas de sola de chumbo. O acervo inclui ainda dois capacetes fabricados pela empresa brasileira Person (modelos marítimo e fluvial), um raro capacete da marca alemã Dräger (um dos dois únicos no mundo), fabricado para fins militares na II Guerra Mundial, duas bombas de ar manual e dois telefones de comunicação para escafandro. 
No espaço destinado ao mergulho autônomo, podem ser vistos os primeiros reguladores de ar fabricados no Brasil, na década de 1950, pela extinta empresa Atlântida. 

### Maquetes
Diversos modelos e maquetes de embarcações percorrem a história da navegação, desde o dracar viquingue até os grandes transatlânticos do século XX. Dentre as maquetes em evidência, destacam-se: 

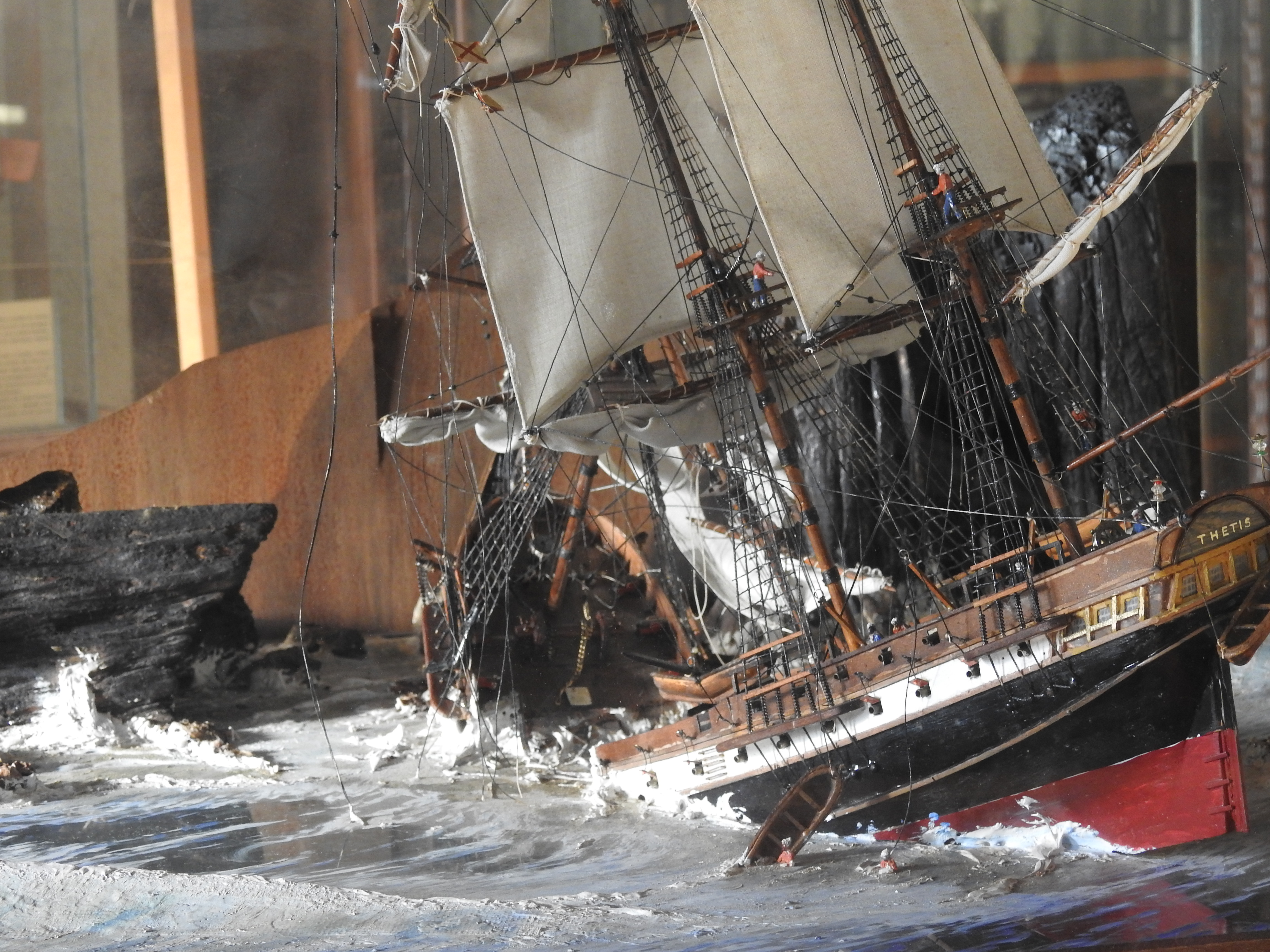
Diorama de Carlos Alfredo Hablitzel (1919-1988), retratando o naufrágio da fragata inglesa "Thetis", na costa de Cabo Frio, Rio de Janeiro, em 1830.

- Nau Nossa Senhora da Ajuda: Integrante da frota que aportou na Bahia em 1549, trazendo o 1° governador-geral do Brasil, Tomé de Sousa. A embarcação naufragou em Alagoas, em 1556, sendo os náufragos, entre eles Dom Pero Fernandes Sardinha, primeiro bispo do Brasil,  devorados pelos índios caetés.

Half Moon: Navio da Companhia Holandesa das Índias Orientais, utilizado pelo navegador inglês Henry Hudson para explorar a costa leste americana, em 1609. 
Nau Santiago: Capitânia da frota de 20 galeões espanhóis, liderada pelo almirante D. Antonio de Oquendo, que em 12/09/1631 derrotou uma frota holandesa, em combate naval próximo a Abrolhos, na Bahia. 
Fragata Imperial ‘Nictheroy’: Comandada pelo capitão João Taylor. Em 1823, durante a Guerra da Independência do Brasil, perseguiu a esquadra do Almirante Félix de Campos até a foz do Rio Tejo, aprisionando 19 navios. 
Thetis: Fragata inglesa, que afundou em 1830, em Cabo Frio, Rio de Janeiro,  com 810.000 dólares em moedas de ouro e 45.000 libras em prata fina, com a perda de 28 tripulantes. O naufrágio foi representado em diorama executado por Carlos Alfredo Hablitzel.  

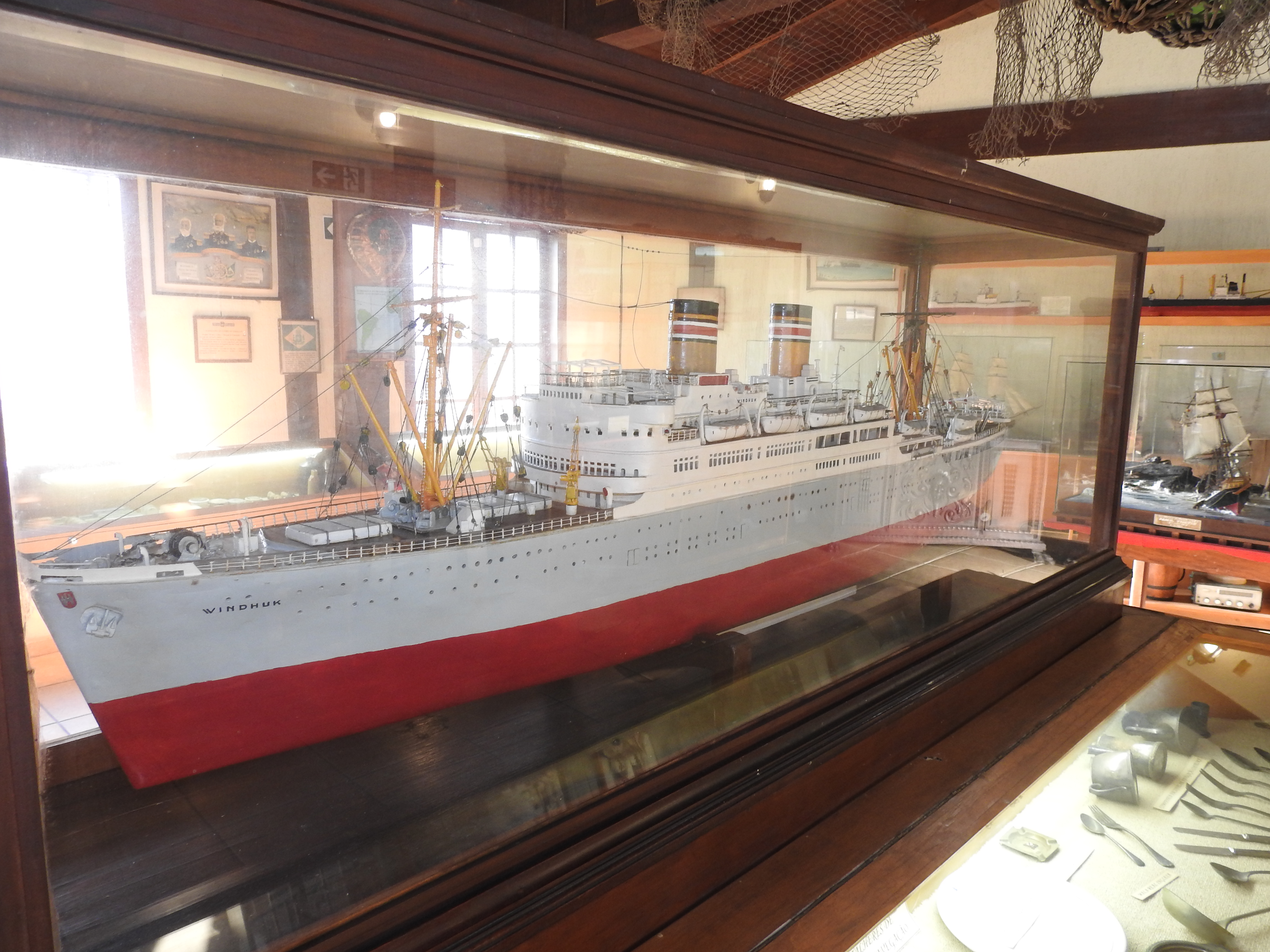
Modelo do navio misto alemão "Windhuk", construído por tripulante.

Lucy Ann: Galera inglesa, o último navio negreiro, que operou sob falso nome (“Campeador”) no tráfico de escravos, sendo aprisionada em 1850, no interior do porto de Paranaguá, Paraná,  pela corveta inglesa H.M.S. Cormoran, comandada pelo capitão Schomberg. 
Windhuk: O maior modelo exposto no Museu Marítimo. Navio misto alemão, em dezembro de 1939 entrou no porto de Santos com bandeira e nome japoneses (Santos Maru). Confiscado pelo Brasil em 1942, foi cedido aos Estados Unidos e utilizado na II Guerra Mundial como navio transporte de tropas, com o nome Levjene. O modelo em exposição no Museu Marítimo foi construído por um tripulante. Junto ao mesmo se encontra uma jarra de cristal e uma travessa do serviço de bordo do navio.

### Produtos do século XIX

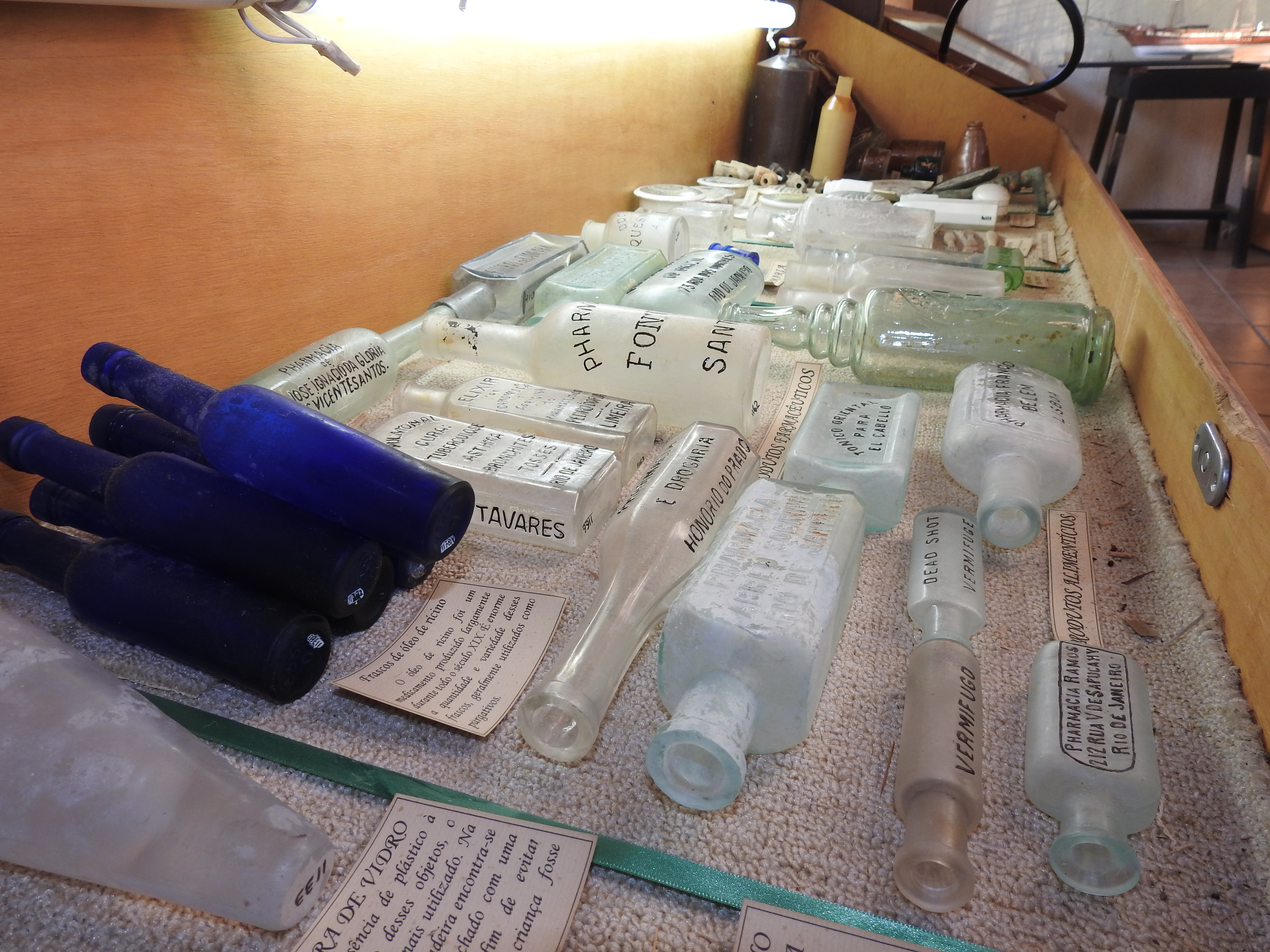
Produtos do século XIX trazidos aos portos brasileiros por navios mercantes

Vasto acervo de produtos do século XIX, trazidos aos portos brasileiros pelos grandes veleiros mercantes e embarcações a vapor. O material selecionado para exposição é composto basicamente por  garrafas de bebidas, produtos alimentícios, farmacêuticos e de higiene pessoal, frascos de perfumes, recipientes de tinteiros e cachimbos. A mostra permite uma visão da diversidade de produtos que passaram a ser consumidos no Brasil após o Decreto de Abertura dos Portos às Nações Amigas, em 1808. 

### Coleção de medalhas

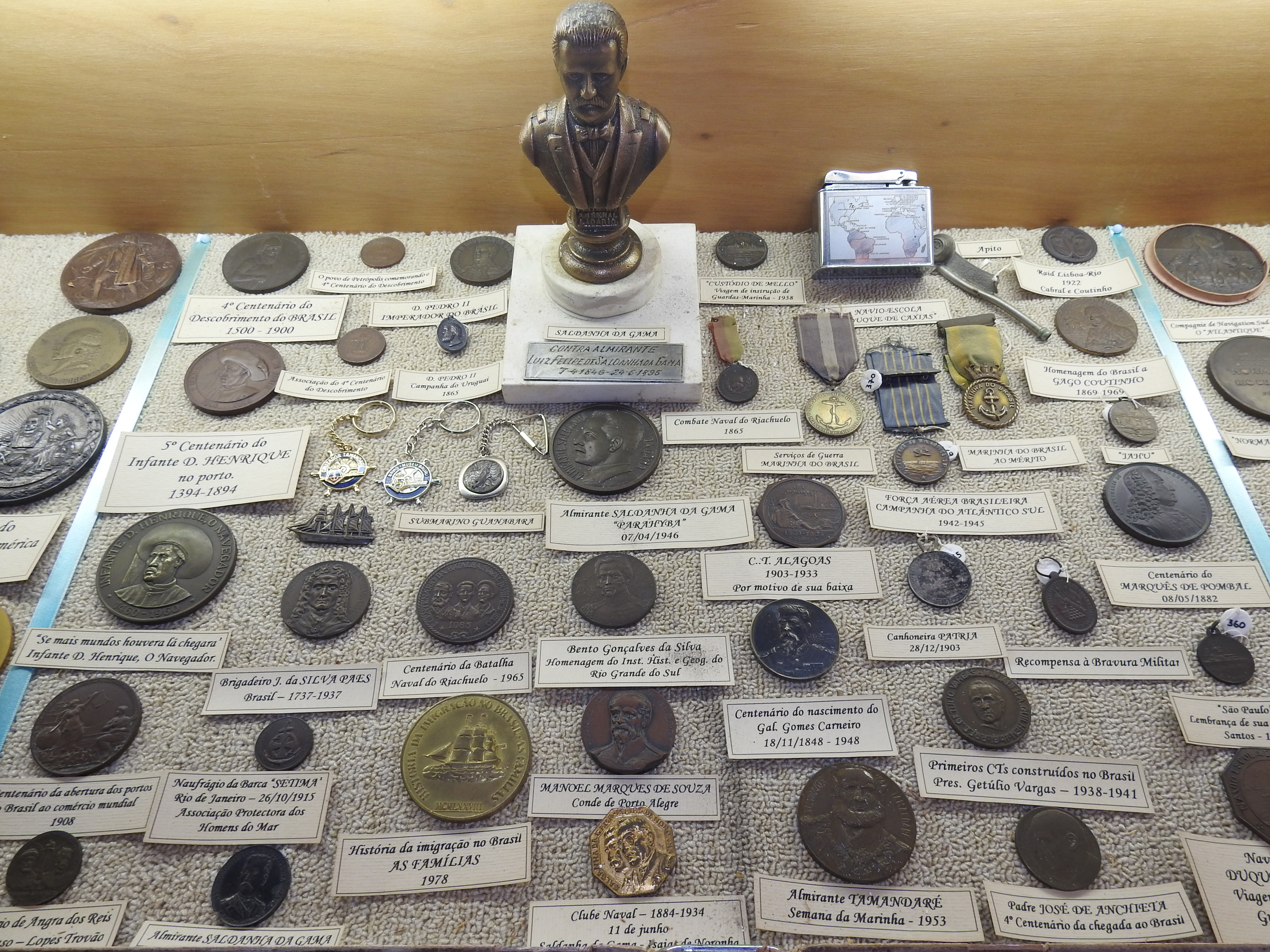
Medalhas navais brasileiras

Cerca de 150 medalhas comemorativas, além de algumas condecorações navais, entre as quais se acham uma medalha de Honra ao Mérito da Batalha Naval de Riachuelo e condecorações conferidas ao herói naval inglês W.A. Betts, que durante a I Guerra Mundial serviu no HMS Berwick. As medalhas são alusivas a grandes vultos e fatos históricos relacionados à memória marítima e naval brasileira e estrangeira. As marinhas de dez países estão representadas na coleção: Brasil, Argentina, Uruguai, Chile, Espanha, Itália, França, Bélgica, Alemanha e Inglaterra. 

### Memorabilia

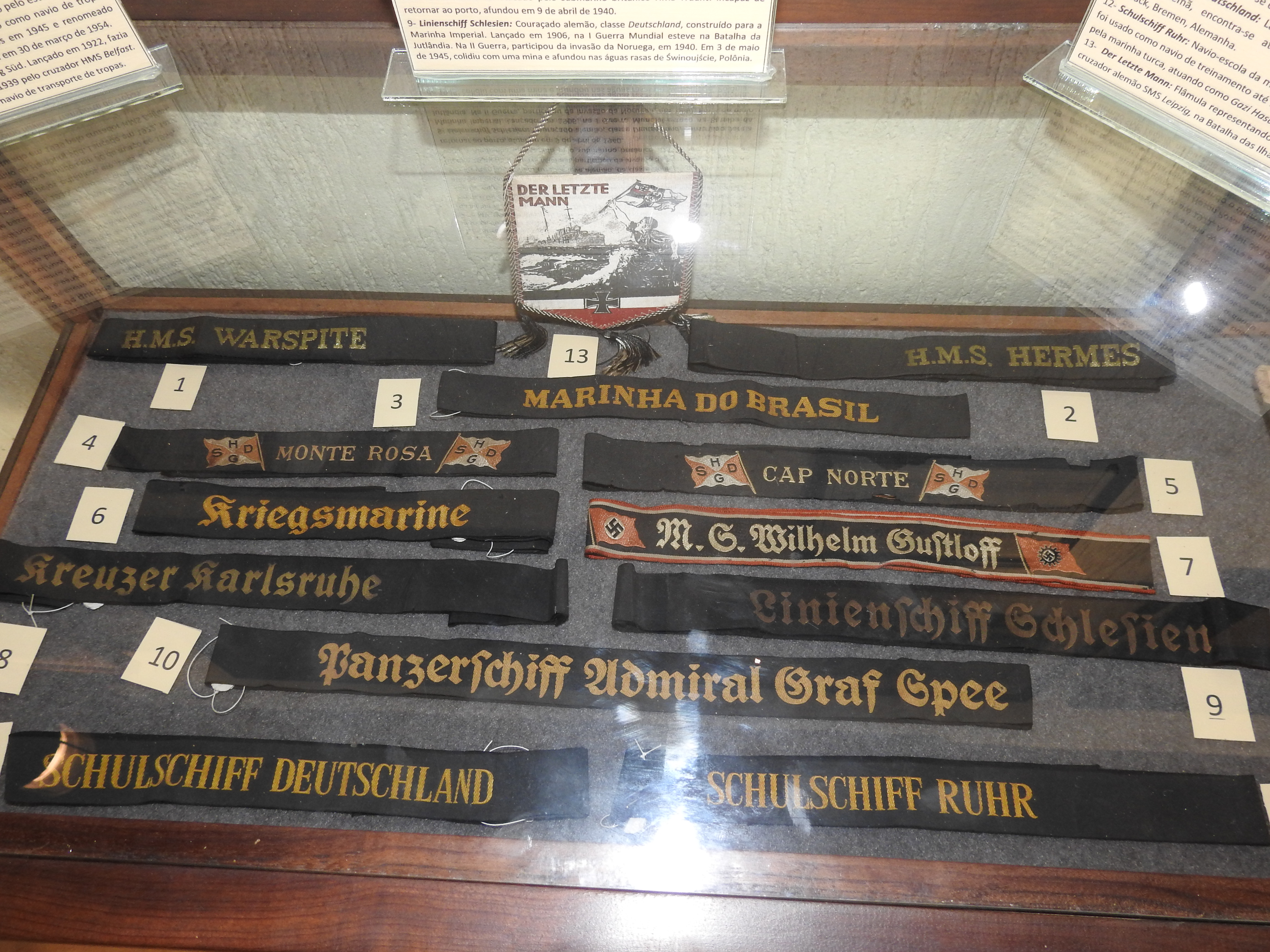
Fitas de quepes de marinheiros de navios famosos, entre os quais, o "MV Wilhelm Gustloff", o maior naufrágio da História.

Doze fitas de quepes de marinheiros evocam a memória de famosas embarcações civis e militares, algumas das quais envolvidas na Primeira e Segunda Guerra Mundial: HMS Warspite, HMS Hermes, MS Monte Rosa, MS Cap Norte, cruzador pesado Admiral Graf Spee, cruzador Karlsruhe, Linienschiff Schlesien, navio-escola Deutschland, navio-escola Ruhr. Recebe destaque a fita do MV Wilhelm Gustloff, navio de cruzeiro alemão, torpedeado em janeiro de 1945 por um submarino soviético. Com 9343 passageiros e tripulantes mortos (estimativa) é considerado o maior naufrágio da história em número de vítimas.
No mesmo espaço está depositado o diário de bordo de Wolfgang Paschen, tripulante do navio-escola alemão Gorch Fock.
Partindo do porto de Kiel, Alemanha, o veleiro cruzou o Mar do Norte e, passando pela Ilha da Madeira, atravessou o Oceano Atlântico, atingindo Trinidad e Tobago e Santa Lúcia, nas Pequenas Antilhas, Caribe. 
As primeiras anotações  foram datadas em 28 de fevereiro de 1939 e as últimas no dia 27 de junho, ou seja, dois meses antes do início da II Guerra Mundial.
O autor decorou seu diário com fotos e desenhos feitos à mão, caprichosamente coloridos.

### Acervo bibliográfico
O Museu Marítimo possui uma pequena, porém selecionada, biblioteca de aproximadamente 1500 títulos, organizada nos seguintes temas: História Marítima Geral, História Marítima Brasileira, História Marítima Portuguesa, História Marítima Alemã, I Guerra Mundial no Mar, II Guerra Mundial no Mar, Naufrágios e Desastres, Expedições e Viagens, Arqueologia Submarina e Mergulho, Biografias e Memórias, Literatura Marítima, Arte Marítima e Engenharia Naval. 
O acervo bibliográfico contém vários títulos raros, tais como:
- História da Colonização Portuguesa do Brasil,  em 3 volumes. Coordenação de Carlos Malheiro Dias. Litografia Nacional, Porto, 1922-1923. Editada em comemoração ao Centenário da Independência do Brasil.

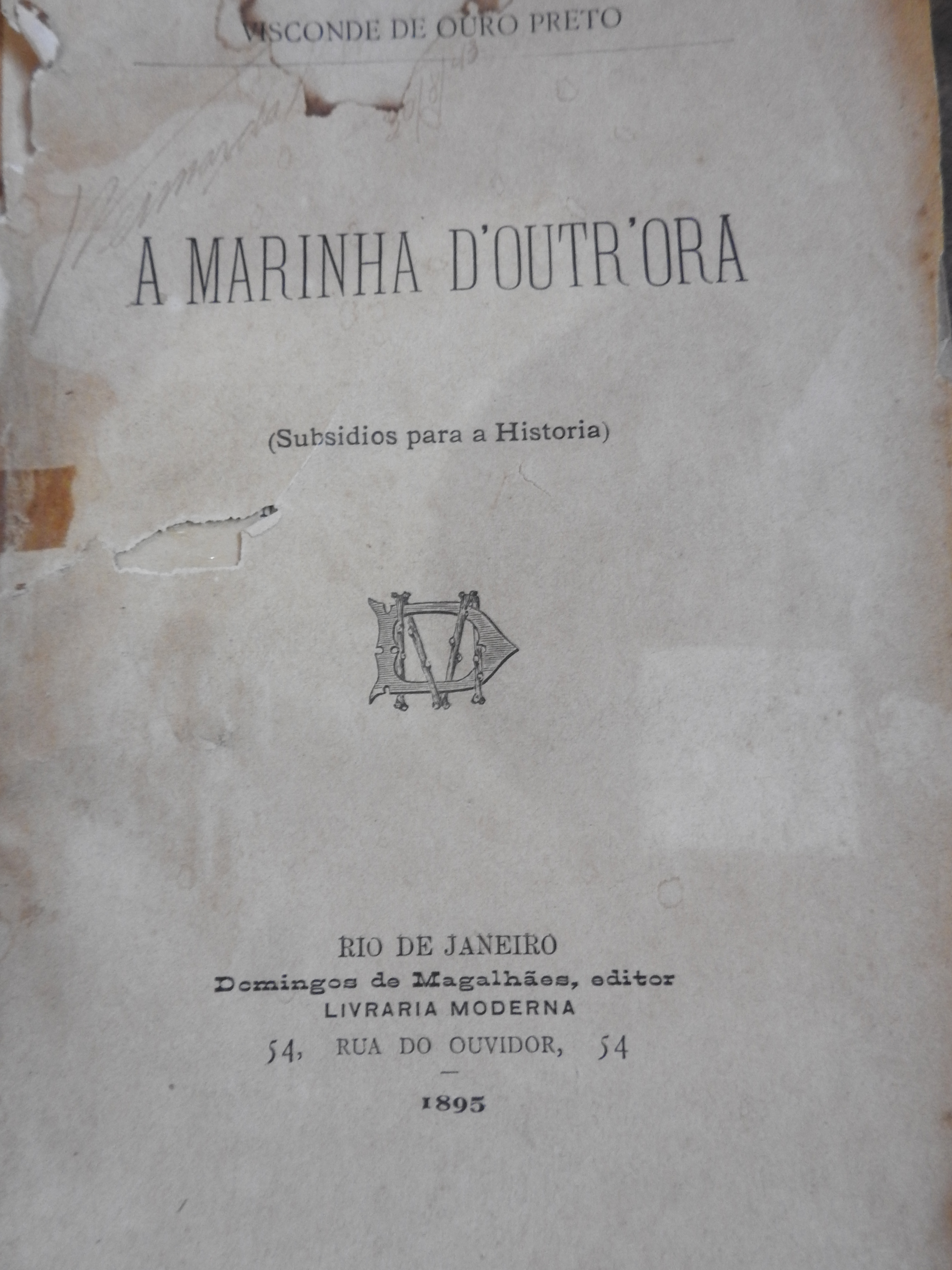
Frontispício de "A Marinha D´Outrora", de Visconde de Ouro Preto. Editada em 1895, a obra é um dos títulos raros do acervo bibliográfico do Museu Marítimo.

- A Marinha D´Outrora, de Visconde de Ouro Preto.  Editora Domingos de Magalhães, Rio de Janeiro, 1895.
- Memórias do Almirante Barão de Teffé, 1º Tenente Antonio Luiz Von Hoonholtz. Livraria Garnier, Rio de Janeiro, 1° edição, 1865.
- Porto Arthur e Tsushima, de Augusto Carlos de Souza e Silva. Livraria Garnier, Rio de Janeiro, 1911.
- Naval - The Russo-Japanese War. K. Ogawa, Tokyo, 1904.
- Die Nordwest-Passage. Roald Amundsen. Albert Langen, München, 1908.
- Guerra del Pacífico. Luís Adán Molina. Imprensa Universitária, Santiago de Chile, 1920.

### Acervo documental
O acervo documental reúne 1300 registros de naufrágios da costa brasileira, sendo um dos mais completos do Brasil. Também importante é a coleção de cerca de 3000 postais de companhias de navegação de diversas nacionalidades, especialmente Brasil, Argentina, Estados Unidos, Portugal, Espanha, Itália, França, Reino Unido, Alemanha, Grécia, Rússia e Japão. 

## Funcionamento
Nos meses de janeiro e julho, o Museu Marítimo funciona diariamente, das 9 às 18 horas. Nos demais meses, todos os dias, exceto terças-feiras, das 13 às 18 horas. Grupos pré-agendados a partir de 20 pessoas podem ser atendidos em dias e horários exclusivos. Caso solicitem, os visitantes recebem monitoria. O ingresso é um passaporte que permite acesso também ao Museu do Mar, situado nas proximidades.